# Paris-Nice de 2015
A 73.ª edição da competição ciclista Paris-Nice celebrou-se na França entre 8 e 15 de março de 2015.
A corrida começou com um prólogo de 6,7 km em Maurepas no departamento de Yvelines, finalizando como é habitual em Nice; neste ano recuperou a cronoescalada ao Col d'Èze.
Foi a segunda prova do UCI WorldTour de 2015.
A corrida foi vencida por Richie Porte graças à sua vitória na última etapa, que lhe valeu para recuperar o tempo perdido com respeito ao até então líder, o francês Tony Gallopin. Porte esteve acompanhado no pódio por Michał Kwiatkowski (vencedor da classificação dosjovens) e Simon Špilak, ambos a meio minuto do vencedor.
Os ganhadores das classificações secundárias foram Michael Matthews (pontos, quem também fez-se com uma etapa), Thomas De Gendt (montanha) e Sky (equipas).

## Percurso
Seguindo o acordo vigente desde 2010, a Corrida do Sol começou no departamento de Yvelines, neste ano com um prólogo de 6,7 km em Maurepas. As três etapas seguintes apresentaram-se favorável aos sprinteres. A quarta etapa foi a etapa rainha, com chegada na cimeira da subida da Croix de Chaubouret (10 km a 6,7 %), primeira subida de 1.ª categoria da corrida. Após uma etapa bastante ondulada, os corredores chegaram a Nice com uma etapa que se compôs de três portos de 2.ª categoria e três de 1.ª categoria. A corrida acabou com uma contrarrelógio nas rampas do col d'Èze.

## Equipas participantes
Tomaram parte na corrida 20 equipas: as 17 de categoria UCI ProTeam, mais os 3 equipas francesas de categoria Profissional Continental convidados pela organização (Cofidis, Solutions Crédits, Team Europcar e Bretagne-Séché Environnement). Formando assim um pelotão de 160 ciclistas, de 8 corredores a cada equipa, dos que acabaram 105. As equipas participantes foram:
| Equipes WorldTeam (17)- AG2R La Mondiale - Astana - BMC Racing Team - Cannondale-Garmin - Etixx-Quick Step - FDJ - Giant-Alpecin - IAM Cycling - Katusha - Lampre-Merida - Lotto NL-Jumbo - Lotto-Soudal - Movistar Team - Orica-GreenEDGE - Sky - Tinkoff-Saxo - Trek Factory Racing Equipes profissionais Continentais (3)- Bretagne-Séché Environnement - Cofidis, Solutions Crédits - Europcar |
| |

## Etapas
A Paris-Nice de 2019 constou de oito etapas, repartidas num prólogo individual, três etapas planas, duas em media montanha, uma etapa de montanha e uma contrarrelógio individual para um percurso total de 1144,7 quilómetros.
| Etapa   | Data    | Percurso                                            | type                      | Distância (km) | Vencedor           | Líder geral        |
| ------- | ------- | --------------------------------------------------- | ------------------------- | -------------- | ------------------ | ------------------ |
| Prólogo | 8 mar.  | Maurepas – Maurepas                                 | prólogo                   | 6,7            | Michał Kwiatkowski | Michał Kwiatkowski |
| 1       | 9 mar.  | Saint-Rémy-lès-Chevreuse – Contres                  | etapa plana               | 196,5          | Alexander Kristoff | Michał Kwiatkowski |
| 2       | 10 mar. | Saint-Aignan – Saint-Amand-Montrond                 | etapa plana               | 172            | André Greipel      | Michał Kwiatkowski |
| 3       | 11 mar. | Saint-Amand-Montrond – Saint-Pourçain-sur-Sioule    | etapa plana               | 179            | Michael Matthews   | Michael Matthews   |
| 4       | 12 mar. | Varennes-sur-Allier – Col de la Croix de Chaubouret | alta montanha             | 204            | Richie Porte       | Michał Kwiatkowski |
| 5       | 13 mar. | Saint-Étienne – Rasteau                             | etapa escarpada           | 192,5          | Davide Cimolai     | Michał Kwiatkowski |
| 6       | 14 mar. | Vence – Nice                                        | média montanha            | 184,5          | Tony Gallopin      | Tony Gallopin      |
| 7       | 15 mar. | Nice – Col d'Èze                                    | contrarrelógio individual | 9,5            | Richie Porte       | Richie Porte       |

## Desenvolvimento da corrida

### Prólogo
| Maurepas - Maurepas | prólogo | (6,7 km) |

| \| Classificação por etapas \| Classificação por etapas \| Classificação por etapas \| Classificação por etapas \| Classificação por etapas \| \| Ciclista \| Ciclista \| Equipe \| Tempo \| \| \| ------------------------ \| ------------------------ \| ------------------------ \| ------------------------ \| ------------------------ \| \| 1. \| Michał Kwiatkowski \| Etixx-Quick Step \| 7m40s \| \| \| 2. \| Rohan Dennis \| BMC Racing Team \| + 0s \| \| \| 3. \| Tony Martin \| Etixx-Quick Step \| + 7s \| \| \| 4. \| Luis León Sánchez \| Astana \| + 10s \| \| \| 5. \| Lars Boom \| Astana \| + 10s \| \| \| 6. \| John Degenkolb \| Giant-Alpecin \| + 10s \| \| \| 7. \| Sylvain Chavanel \| IAM Cycling \| + 10s \| \| \| 8. \| Michael Matthews \| Orica-GreenEDGE \| + 12s \| \| \| 9. \| Tom Dumoulin \| Giant-Alpecin \| + 13s \| \| \| 10. \| Geraint Thomas \| Team Sky \| + 14s \| \| |                    |                  |       |
| |                    |                  |       |
| |                    |                  |       |
| Classificação por etapas |                    |                  |       |
| Ciclista | Ciclista           | Equipe           | Tempo |
| 1. | Michał Kwiatkowski | Etixx-Quick Step | 7m40s |
| 2. | Rohan Dennis       | BMC Racing Team  | + 0s  |
| 3. | Tony Martin        | Etixx-Quick Step | + 7s  |
| 4. | Luis León Sánchez  | Astana           | + 10s |
| 5. | Lars Boom          | Astana           | + 10s |
| 6. | John Degenkolb     | Giant-Alpecin    | + 10s |
| 7. | Sylvain Chavanel   | IAM Cycling      | + 10s |
| 8. | Michael Matthews   | Orica-GreenEDGE  | + 12s |
| 9. | Tom Dumoulin       | Giant-Alpecin    | + 13s |
| 10. | Geraint Thomas     | Team Sky         | + 14s |

| \| Classificação geral \| Classificação geral \| Classificação geral \| Classificação geral \| Classificação geral \| \| Ciclista \| Ciclista \| Equipe \| Tempo \| \| \| ------------------- \| ------------------- \| ------------------- \| ------------------- \| ------------------- \| \| 1. \| Michał Kwiatkowski \| Etixx-Quick Step \| 7m40s \| \| \| 2. \| Rohan Dennis \| BMC Racing Team \| + 0s \| \| \| 3. \| Tony Martin \| Etixx-Quick Step \| + 7s \| \| \| 4. \| Luis León Sánchez \| Astana \| + 10s \| \| \| 5. \| Lars Boom \| Astana \| + 10s \| \| \| 6. \| John Degenkolb \| Giant-Alpecin \| + 10s \| \| \| 7. \| Sylvain Chavanel \| IAM Cycling \| + 10s \| \| \| 8. \| Michael Matthews \| Orica-GreenEDGE \| + 12s \| \| \| 9. \| Tom Dumoulin \| Giant-Alpecin \| + 13s \| \| \| 10. \| Geraint Thomas \| Team Sky \| + 14s \| \| |                    |                  |       |
| |                    |                  |       |
| |                    |                  |       |
| Classificação geral |                    |                  |       |
| Ciclista | Ciclista           | Equipe           | Tempo |
| 1. | Michał Kwiatkowski | Etixx-Quick Step | 7m40s |
| 2. | Rohan Dennis       | BMC Racing Team  | + 0s  |
| 3. | Tony Martin        | Etixx-Quick Step | + 7s  |
| 4. | Luis León Sánchez  | Astana           | + 10s |
| 5. | Lars Boom          | Astana           | + 10s |
| 6. | John Degenkolb     | Giant-Alpecin    | + 10s |
| 7. | Sylvain Chavanel   | IAM Cycling      | + 10s |
| 8. | Michael Matthews   | Orica-GreenEDGE  | + 12s |
| 9. | Tom Dumoulin       | Giant-Alpecin    | + 13s |
| 10. | Geraint Thomas     | Team Sky         | + 14s |

### Etapa 1
| Saint-Rémy-lès-Chevreuse - Contres | etapa plana | (196,5 km) |

| \| Classificação por etapas \| Classificação por etapas \| Classificação por etapas \| Classificação por etapas \| Classificação por etapas \| \| Ciclista \| Ciclista \| Equipe \| Tempo \| \| \| ------------------------ \| ------------------------ \| -------------------------- \| ------------------------ \| ------------------------ \| \| 1. \| Alexander Kristoff \| Katusha \| 5h15m18s \| \| \| 2. \| Nacer Bouhanni \| Cofidis, Solutions Crédits \| + 0s \| \| \| 3. \| Bryan Coquard \| Team Europcar \| + 0s \| \| \| 4. \| Heinrich Haussler \| IAM Cycling \| + 0s \| \| \| 5. \| Giacomo Nizzolo \| Trek Factory Racing \| + 0s \| \| \| 6. \| José Joaquín Rojas \| Movistar Team \| + 0s \| \| \| 7. \| Moreno Hofland \| LottoNL-Jumbo \| + 0s \| \| \| 8. \| Niccolò Bonifazio \| Lampre-Merida \| + 0s \| \| \| 9. \| Ben Swift \| Team Sky \| + 0s \| \| \| 10. \| Michael Matthews \| Orica-GreenEDGE \| + 0s \| \| |                    |                            |          |
| |                    |                            |          |
| |                    |                            |          |
| Classificação por etapas |                    |                            |          |
| Ciclista | Ciclista           | Equipe                     | Tempo    |
| 1. | Alexander Kristoff | Katusha                    | 5h15m18s |
| 2. | Nacer Bouhanni     | Cofidis, Solutions Crédits | + 0s     |
| 3. | Bryan Coquard      | Team Europcar              | + 0s     |
| 4. | Heinrich Haussler  | IAM Cycling                | + 0s     |
| 5. | Giacomo Nizzolo    | Trek Factory Racing        | + 0s     |
| 6. | José Joaquín Rojas | Movistar Team              | + 0s     |
| 7. | Moreno Hofland     | LottoNL-Jumbo              | + 0s     |
| 8. | Niccolò Bonifazio  | Lampre-Merida              | + 0s     |
| 9. | Ben Swift          | Team Sky                   | + 0s     |
| 10. | Michael Matthews   | Orica-GreenEDGE            | + 0s     |

| \| Classificação geral \| Classificação geral \| Classificação geral \| Classificação geral \| Classificação geral \| \| Ciclista \| Ciclista \| Equipe \| Tempo \| \| \| ------------------- \| ------------------- \| ------------------- \| ------------------- \| ------------------- \| \| 1. \| Michał Kwiatkowski \| Etixx-Quick Step \| 5h22m58s \| \| \| 2. \| Rohan Dennis \| BMC Racing Team \| + 0s \| \| \| 3. \| Tony Martin \| Etixx-Quick Step \| + 7s \| \| \| 4. \| John Degenkolb \| Giant-Alpecin \| + 9s \| \| \| 5. \| Luis León Sánchez \| Astana \| + 10s \| \| \| 6. \| Lars Boom \| Astana \| + 10s \| \| \| 7. \| Michael Matthews \| Orica-GreenEDGE \| + 10s \| \| \| 8. \| Sylvain Chavanel \| IAM Cycling \| + 10s \| \| \| 9. \| Tom Dumoulin \| Giant-Alpecin \| + 13s \| \| \| 10. \| Geraint Thomas \| Team Sky \| + 13s \| \| |                    |                  |          |
| |                    |                  |          |
| |                    |                  |          |
| Classificação geral |                    |                  |          |
| Ciclista | Ciclista           | Equipe           | Tempo    |
| 1. | Michał Kwiatkowski | Etixx-Quick Step | 5h22m58s |
| 2. | Rohan Dennis       | BMC Racing Team  | + 0s     |
| 3. | Tony Martin        | Etixx-Quick Step | + 7s     |
| 4. | John Degenkolb     | Giant-Alpecin    | + 9s     |
| 5. | Luis León Sánchez  | Astana           | + 10s    |
| 6. | Lars Boom          | Astana           | + 10s    |
| 7. | Michael Matthews   | Orica-GreenEDGE  | + 10s    |
| 8. | Sylvain Chavanel   | IAM Cycling      | + 10s    |
| 9. | Tom Dumoulin       | Giant-Alpecin    | + 13s    |
| 10. | Geraint Thomas     | Team Sky         | + 13s    |

### Etapa 2
| Saint-Aignan - Saint-Amand-Montrond | etapa plana | (172 km) |

| \| Classificação por etapas \| Classificação por etapas \| Classificação por etapas \| Classificação por etapas \| Classificação por etapas \| \| Ciclista \| Ciclista \| Equipe \| Tempo \| \| \| ------------------------ \| ------------------------ \| -------------------------- \| ------------------------ \| ------------------------ \| \| 1. \| André Greipel \| Lotto-Soudal \| 4h30m18s \| \| \| 2. \| Arnaud Démare \| FDJ \| + 0s \| \| \| 3. \| John Degenkolb \| Giant-Alpecin \| + 0s \| \| \| 4. \| Michael Matthews \| Orica-GreenEDGE \| + 0s \| \| \| 5. \| José Joaquín Rojas \| Movistar Team \| + 0s \| \| \| 6. \| Nacer Bouhanni \| Cofidis, Solutions Crédits \| + 0s \| \| \| 7. \| Moreno Hofland \| LottoNL-Jumbo \| + 0s \| \| \| 8. \| Alexander Kristoff \| Katusha \| + 0s \| \| \| 9. \| Jonas Van Genechten \| IAM Cycling \| + 0s \| \| \| 10. \| Niccolò Bonifazio \| Lampre-Merida \| + 0s \| \| |                     |                            |          |
| |                     |                            |          |
| |                     |                            |          |
| Classificação por etapas |                     |                            |          |
| Ciclista | Ciclista            | Equipe                     | Tempo    |
| 1. | André Greipel       | Lotto-Soudal               | 4h30m18s |
| 2. | Arnaud Démare       | FDJ                        | + 0s     |
| 3. | John Degenkolb      | Giant-Alpecin              | + 0s     |
| 4. | Michael Matthews    | Orica-GreenEDGE            | + 0s     |
| 5. | José Joaquín Rojas  | Movistar Team              | + 0s     |
| 6. | Nacer Bouhanni      | Cofidis, Solutions Crédits | + 0s     |
| 7. | Moreno Hofland      | LottoNL-Jumbo              | + 0s     |
| 8. | Alexander Kristoff  | Katusha                    | + 0s     |
| 9. | Jonas Van Genechten | IAM Cycling                | + 0s     |
| 10. | Niccolò Bonifazio   | Lampre-Merida              | + 0s     |

| \| Classificação geral \| Classificação geral \| Classificação geral \| Classificação geral \| Classificação geral \| \| Ciclista \| Ciclista \| Equipe \| Tempo \| \| \| ------------------- \| ------------------- \| ------------------- \| ------------------- \| ------------------- \| \| 1. \| Michał Kwiatkowski \| Etixx-Quick Step \| 9h53m16s \| \| \| 2. \| Rohan Dennis \| BMC Racing Team \| + 0s \| \| \| 3. \| John Degenkolb \| Giant-Alpecin \| + 2s \| \| \| 4. \| Tony Martin \| Etixx-Quick Step \| + 7s \| \| \| 5. \| Michael Matthews \| Orica-GreenEDGE \| + 9s \| \| \| 6. \| Luis León Sánchez \| Astana \| + 10s \| \| \| 7. \| Lars Boom \| Astana \| + 10s \| \| \| 8. \| Sylvain Chavanel \| IAM Cycling \| + 10s \| \| \| 9. \| Tom Dumoulin \| Giant-Alpecin \| + 13s \| \| \| 10. \| Geraint Thomas \| Team Sky \| + 13s \| \| |                    |                  |          |
| |                    |                  |          |
| |                    |                  |          |
| Classificação geral |                    |                  |          |
| Ciclista | Ciclista           | Equipe           | Tempo    |
| 1. | Michał Kwiatkowski | Etixx-Quick Step | 9h53m16s |
| 2. | Rohan Dennis       | BMC Racing Team  | + 0s     |
| 3. | John Degenkolb     | Giant-Alpecin    | + 2s     |
| 4. | Tony Martin        | Etixx-Quick Step | + 7s     |
| 5. | Michael Matthews   | Orica-GreenEDGE  | + 9s     |
| 6. | Luis León Sánchez  | Astana           | + 10s    |
| 7. | Lars Boom          | Astana           | + 10s    |
| 8. | Sylvain Chavanel   | IAM Cycling      | + 10s    |
| 9. | Tom Dumoulin       | Giant-Alpecin    | + 13s    |
| 10. | Geraint Thomas     | Team Sky         | + 13s    |

### Etapa 3
| Saint-Amand-Montrond - Saint-Pourçain-sur-Sioule | etapa plana | (179 km) |

| \| Classificação por etapas \| Classificação por etapas \| Classificação por etapas \| Classificação por etapas \| Classificação por etapas \| \| Ciclista \| Ciclista \| Equipe \| Tempo \| \| \| ------------------------ \| ------------------------ \| -------------------------- \| ------------------------ \| ------------------------ \| \| 1. \| Michael Matthews \| Orica-GreenEDGE \| 4h32m12s \| \| \| 2. \| Davide Cimolai \| Lampre-Merida \| + 0s \| \| \| 3. \| Giacomo Nizzolo \| Trek Factory Racing \| + 0s \| \| \| 4. \| Alexander Kristoff \| Katusha \| + 0s \| \| \| 5. \| José Joaquín Rojas \| Movistar Team \| + 0s \| \| \| 6. \| Matti Breschel \| Tinkoff-Saxo \| + 0s \| \| \| 7. \| Moreno Hofland \| LottoNL-Jumbo \| + 0s \| \| \| 8. \| Nacer Bouhanni \| Cofidis, Solutions Crédits \| + 0s \| \| \| 9. \| Bryan Coquard \| Team Europcar \| + 0s \| \| \| 10. \| Arnaud Démare \| FDJ \| + 0s \| \| |                    |                            |          |
| |                    |                            |          |
| |                    |                            |          |
| Classificação por etapas |                    |                            |          |
| Ciclista | Ciclista           | Equipe                     | Tempo    |
| 1. | Michael Matthews   | Orica-GreenEDGE            | 4h32m12s |
| 2. | Davide Cimolai     | Lampre-Merida              | + 0s     |
| 3. | Giacomo Nizzolo    | Trek Factory Racing        | + 0s     |
| 4. | Alexander Kristoff | Katusha                    | + 0s     |
| 5. | José Joaquín Rojas | Movistar Team              | + 0s     |
| 6. | Matti Breschel     | Tinkoff-Saxo               | + 0s     |
| 7. | Moreno Hofland     | LottoNL-Jumbo              | + 0s     |
| 8. | Nacer Bouhanni     | Cofidis, Solutions Crédits | + 0s     |
| 9. | Bryan Coquard      | Team Europcar              | + 0s     |
| 10. | Arnaud Démare      | FDJ                        | + 0s     |

| \| Classificação geral \| Classificação geral \| Classificação geral \| Classificação geral \| Classificação geral \| \| Ciclista \| Ciclista \| Equipe \| Tempo \| \| \| ------------------- \| ------------------- \| ------------------- \| ------------------- \| ------------------- \| \| 1. \| Michael Matthews \| Orica-GreenEDGE \| 14h25m27s \| \| \| 2. \| Michał Kwiatkowski \| Etixx-Quick Step \| + 1s \| \| \| 3. \| Rohan Dennis \| BMC Racing Team \| + 1s \| \| \| 4. \| John Degenkolb \| Giant-Alpecin \| + 3s \| \| \| 5. \| Tony Martin \| Etixx-Quick Step \| + 8s \| \| \| 6. \| Luis León Sánchez \| Astana \| + 11s \| \| \| 7. \| Sylvain Chavanel \| IAM Cycling \| + 11s \| \| \| 8. \| Tom Dumoulin \| Giant-Alpecin \| + 14s \| \| \| 9. \| Geraint Thomas \| Team Sky \| + 14s \| \| \| 10. \| Philippe Gilbert \| BMC Racing Team \| + 14s \| \| |                    |                  |           |
| |                    |                  |           |
| |                    |                  |           |
| Classificação geral |                    |                  |           |
| Ciclista | Ciclista           | Equipe           | Tempo     |
| 1. | Michael Matthews   | Orica-GreenEDGE  | 14h25m27s |
| 2. | Michał Kwiatkowski | Etixx-Quick Step | + 1s      |
| 3. | Rohan Dennis       | BMC Racing Team  | + 1s      |
| 4. | John Degenkolb     | Giant-Alpecin    | + 3s      |
| 5. | Tony Martin        | Etixx-Quick Step | + 8s      |
| 6. | Luis León Sánchez  | Astana           | + 11s     |
| 7. | Sylvain Chavanel   | IAM Cycling      | + 11s     |
| 8. | Tom Dumoulin       | Giant-Alpecin    | + 14s     |
| 9. | Geraint Thomas     | Team Sky         | + 14s     |
| 10. | Philippe Gilbert   | BMC Racing Team  | + 14s     |

### Etapa 4
| Varennes-sur-Allier - Col de la Croix de Chaubouret | alta montanha | (204 km) |

| \| Classificação por etapas \| Classificação por etapas \| Classificação por etapas \| Classificação por etapas \| Classificação por etapas \| \| Ciclista \| Ciclista \| Equipe \| Tempo \| \| \| ------------------------ \| ------------------------ \| ------------------------ \| ------------------------ \| ------------------------ \| \| 1. \| Richie Porte \| Team Sky \| 5h18m30s \| \| \| 2. \| Geraint Thomas \| Team Sky \| + 0s \| \| \| 3. \| Michał Kwiatkowski \| Etixx-Quick Step \| + 8s \| \| \| 4. \| Jakob Fuglsang \| Astana \| + 8s \| \| \| 5. \| Tejay van Garderen \| BMC Racing Team \| + 17s \| \| \| 6. \| Rui Costa \| Lampre-Merida \| + 24s \| \| \| 7. \| Tony Gallopin \| Lotto-Soudal \| + 24s \| \| \| 8. \| Fabio Aru \| Astana \| + 24s \| \| \| 9. \| Rafa Valls \| Lampre-Merida \| + 24s \| \| \| 10. \| Simon Špilak \| Katusha \| + 24s \| \| |                    |                  |          |
| |                    |                  |          |
| |                    |                  |          |
| Classificação por etapas |                    |                  |          |
| Ciclista | Ciclista           | Equipe           | Tempo    |
| 1. | Richie Porte       | Team Sky         | 5h18m30s |
| 2. | Geraint Thomas     | Team Sky         | + 0s     |
| 3. | Michał Kwiatkowski | Etixx-Quick Step | + 8s     |
| 4. | Jakob Fuglsang     | Astana           | + 8s     |
| 5. | Tejay van Garderen | BMC Racing Team  | + 17s    |
| 6. | Rui Costa          | Lampre-Merida    | + 24s    |
| 7. | Tony Gallopin      | Lotto-Soudal     | + 24s    |
| 8. | Fabio Aru          | Astana           | + 24s    |
| 9. | Rafa Valls         | Lampre-Merida    | + 24s    |
| 10. | Simon Špilak       | Katusha          | + 24s    |

| \| Classificação geral \| Classificação geral \| Classificação geral \| Classificação geral \| Classificação geral \| \| Ciclista \| Ciclista \| Equipe \| Tempo \| \| \| ------------------- \| ------------------- \| ------------------- \| ------------------- \| ------------------- \| \| 1. \| Michał Kwiatkowski \| Etixx-Quick Step \| 19h44m11s \| \| \| 2. \| Richie Porte \| Team Sky \| + 1s \| \| \| 3. \| Geraint Thomas \| Team Sky \| + 3s \| \| \| 4. \| Tejay van Garderen \| BMC Racing Team \| + 27s \| \| \| 5. \| Jakob Fuglsang \| Astana \| + 32s \| \| \| 6. \| Tony Gallopin \| Lotto-Soudal \| + 38s \| \| \| 7. \| Rui Costa \| Lampre-Merida \| + 41s \| \| \| 8. \| Gorka Izagirre \| Movistar Team \| + 44s \| \| \| 9. \| Tiago Machado \| Katusha \| + 50s \| \| \| 10. \| Rafa Valls \| Lampre-Merida \| + 51s \| \| |                    |                  |           |
| |                    |                  |           |
| |                    |                  |           |
| Classificação geral |                    |                  |           |
| Ciclista | Ciclista           | Equipe           | Tempo     |
| 1. | Michał Kwiatkowski | Etixx-Quick Step | 19h44m11s |
| 2. | Richie Porte       | Team Sky         | + 1s      |
| 3. | Geraint Thomas     | Team Sky         | + 3s      |
| 4. | Tejay van Garderen | BMC Racing Team  | + 27s     |
| 5. | Jakob Fuglsang     | Astana           | + 32s     |
| 6. | Tony Gallopin      | Lotto-Soudal     | + 38s     |
| 7. | Rui Costa          | Lampre-Merida    | + 41s     |
| 8. | Gorka Izagirre     | Movistar Team    | + 44s     |
| 9. | Tiago Machado      | Katusha          | + 50s     |
| 10. | Rafa Valls         | Lampre-Merida    | + 51s     |

### Etapa 5
| Saint-Étienne - Rasteau | etapa escarpada | (192,5 km) |

| \| Classificação por etapas \| Classificação por etapas \| Classificação por etapas \| Classificação por etapas \| Classificação por etapas \| \| Ciclista \| Ciclista \| Equipe \| Tempo \| \| \| ------------------------ \| ------------------------ \| ---------------------------- \| ------------------------ \| ------------------------ \| \| 1. \| Davide Cimolai \| Lampre-Merida \| 4h12m09s \| \| \| 2. \| Bryan Coquard \| Team Europcar \| + 0s \| \| \| 3. \| Michael Matthews \| Orica-GreenEDGE \| + 0s \| \| \| 4. \| Nacer Bouhanni \| Cofidis, Solutions Crédits \| + 0s \| \| \| 5. \| José Joaquín Rojas \| Movistar Team \| + 0s \| \| \| 6. \| Alexander Kristoff \| Katusha \| + 0s \| \| \| 7. \| Matti Breschel \| Tinkoff-Saxo \| + 0s \| \| \| 8. \| Daniel McLay \| Bretagne-Séché Environnement \| + 0s \| \| \| 9. \| Samuel Dumoulin \| AG2R La Mondiale \| + 0s \| \| \| 10. \| Sylvain Chavanel \| IAM Cycling \| + 0s \| \| |                    |                              |          |
| |                    |                              |          |
| |                    |                              |          |
| Classificação por etapas |                    |                              |          |
| Ciclista | Ciclista           | Equipe                       | Tempo    |
| 1. | Davide Cimolai     | Lampre-Merida                | 4h12m09s |
| 2. | Bryan Coquard      | Team Europcar                | + 0s     |
| 3. | Michael Matthews   | Orica-GreenEDGE              | + 0s     |
| 4. | Nacer Bouhanni     | Cofidis, Solutions Crédits   | + 0s     |
| 5. | José Joaquín Rojas | Movistar Team                | + 0s     |
| 6. | Alexander Kristoff | Katusha                      | + 0s     |
| 7. | Matti Breschel     | Tinkoff-Saxo                 | + 0s     |
| 8. | Daniel McLay       | Bretagne-Séché Environnement | + 0s     |
| 9. | Samuel Dumoulin    | AG2R La Mondiale             | + 0s     |
| 10. | Sylvain Chavanel   | IAM Cycling                  | + 0s     |

| \| Classificação geral \| Classificação geral \| Classificação geral \| Classificação geral \| Classificação geral \| \| Ciclista \| Ciclista \| Equipe \| Tempo \| \| \| ------------------- \| ------------------- \| ------------------- \| ------------------- \| ------------------- \| \| 1. \| Michał Kwiatkowski \| Etixx-Quick Step \| 23h56m20s \| \| \| 2. \| Richie Porte \| Team Sky \| + 1s \| \| \| 3. \| Geraint Thomas \| Team Sky \| + 3s \| \| \| 4. \| Tejay van Garderen \| BMC Racing Team \| + 27s \| \| \| 5. \| Jakob Fuglsang \| Astana \| + 32s \| \| \| 6. \| Tony Gallopin \| Lotto-Soudal \| + 38s \| \| \| 7. \| Rui Costa \| Lampre-Merida \| + 41s \| \| \| 8. \| Gorka Izagirre \| Movistar Team \| + 44s \| \| \| 9. \| Tiago Machado \| Katusha \| + 50s \| \| \| 10. \| Rafa Valls \| Lampre-Merida \| + 51s \| \| |                    |                  |           |
| |                    |                  |           |
| |                    |                  |           |
| Classificação geral |                    |                  |           |
| Ciclista | Ciclista           | Equipe           | Tempo     |
| 1. | Michał Kwiatkowski | Etixx-Quick Step | 23h56m20s |
| 2. | Richie Porte       | Team Sky         | + 1s      |
| 3. | Geraint Thomas     | Team Sky         | + 3s      |
| 4. | Tejay van Garderen | BMC Racing Team  | + 27s     |
| 5. | Jakob Fuglsang     | Astana           | + 32s     |
| 6. | Tony Gallopin      | Lotto-Soudal     | + 38s     |
| 7. | Rui Costa          | Lampre-Merida    | + 41s     |
| 8. | Gorka Izagirre     | Movistar Team    | + 44s     |
| 9. | Tiago Machado      | Katusha          | + 50s     |
| 10. | Rafa Valls         | Lampre-Merida    | + 51s     |

### Etapa 6
| Vence - Nice | média montanha | (184,5 km) |

| \| Classificação por etapas \| Classificação por etapas \| Classificação por etapas \| Classificação por etapas \| Classificação por etapas \| \| Ciclista \| Ciclista \| Equipe \| Tempo \| \| \| ------------------------ \| ------------------------ \| -------------------------- \| ------------------------ \| ------------------------ \| \| 1. \| Tony Gallopin \| Lotto-Soudal \| 4h52m57s \| \| \| 2. \| Simon Špilak \| Katusha \| + 32s \| \| \| 3. \| Rui Costa \| Lampre-Merida \| + 32s \| \| \| 4. \| Jakob Fuglsang \| Astana \| + 32s \| \| \| 5. \| Rafa Valls \| Lampre-Merida \| + 35s \| \| \| 6. \| Michael Valgren \| Tinkoff-Saxo \| + 1m00s \| \| \| 7. \| Tim Wellens \| Lotto-Soudal \| + 1m00s \| \| \| 8. \| Sylvain Chavanel \| IAM Cycling \| + 1m00s \| \| \| 9. \| Arthur Vichot \| FDJ \| + 1m00s \| \| \| 10. \| Nicolas Edet \| Cofidis, Solutions Crédits \| + 1m00s \| \| |                  |                            |          |
| |                  |                            |          |
| |                  |                            |          |
| Classificação por etapas |                  |                            |          |
| Ciclista | Ciclista         | Equipe                     | Tempo    |
| 1. | Tony Gallopin    | Lotto-Soudal               | 4h52m57s |
| 2. | Simon Špilak     | Katusha                    | + 32s    |
| 3. | Rui Costa        | Lampre-Merida              | + 32s    |
| 4. | Jakob Fuglsang   | Astana                     | + 32s    |
| 5. | Rafa Valls       | Lampre-Merida              | + 35s    |
| 6. | Michael Valgren  | Tinkoff-Saxo               | + 1m00s  |
| 7. | Tim Wellens      | Lotto-Soudal               | + 1m00s  |
| 8. | Sylvain Chavanel | IAM Cycling                | + 1m00s  |
| 9. | Arthur Vichot    | FDJ                        | + 1m00s  |
| 10. | Nicolas Edet     | Cofidis, Solutions Crédits | + 1m00s  |

| \| Classificação geral \| Classificação geral \| Classificação geral \| Classificação geral \| Classificação geral \| \| Ciclista \| Ciclista \| Equipe \| Tempo \| \| \| ------------------- \| ------------------- \| ------------------- \| ------------------- \| ------------------- \| \| 1. \| Tony Gallopin \| Lotto-Soudal \| 28h49m42s \| \| \| 2. \| Richie Porte \| Team Sky \| + 36s \| \| \| 3. \| Michał Kwiatkowski \| Etixx-Quick Step \| + 37s \| \| \| 4. \| Geraint Thomas \| Team Sky \| + 38s \| \| \| 5. \| Jakob Fuglsang \| Astana \| + 38s \| \| \| 6. \| Rui Costa \| Lampre-Merida \| + 42s \| \| \| 7. \| Simon Špilak \| Katusha \| + 53s \| \| \| 8. \| Rafa Valls \| Lampre-Merida \| + 1m01s \| \| \| 9. \| Gorka Izagirre \| Movistar Team \| + 1m19s \| \| \| 10. \| Tim Wellens \| Lotto-Soudal \| + 2m00s \| \| |                    |                  |           |
| |                    |                  |           |
| |                    |                  |           |
| Classificação geral |                    |                  |           |
| Ciclista | Ciclista           | Equipe           | Tempo     |
| 1. | Tony Gallopin      | Lotto-Soudal     | 28h49m42s |
| 2. | Richie Porte       | Team Sky         | + 36s     |
| 3. | Michał Kwiatkowski | Etixx-Quick Step | + 37s     |
| 4. | Geraint Thomas     | Team Sky         | + 38s     |
| 5. | Jakob Fuglsang     | Astana           | + 38s     |
| 6. | Rui Costa          | Lampre-Merida    | + 42s     |
| 7. | Simon Špilak       | Katusha          | + 53s     |
| 8. | Rafa Valls         | Lampre-Merida    | + 1m01s   |
| 9. | Gorka Izagirre     | Movistar Team    | + 1m19s   |
| 10. | Tim Wellens        | Lotto-Soudal     | + 2m00s   |

### Etapa 7
| Nice - Col d'Èze | contrarrelógio individual | (9,5 km) |

| \| Classificação por etapas \| Classificação por etapas \| Classificação por etapas \| Classificação por etapas \| Classificação por etapas \| \| Ciclista \| Ciclista \| Equipe \| Tempo \| \| \| ------------------------ \| ------------------------ \| ------------------------ \| ------------------------ \| ------------------------ \| \| 1. \| Richie Porte \| Team Sky \| 20m23s \| \| \| 2. \| Simon Špilak \| Katusha \| + 13s \| \| \| 3. \| Rui Costa \| Lampre-Merida \| + 24s \| \| \| 4. \| Tony Martin \| Etixx-Quick Step \| + 29s \| \| \| 5. \| Michał Kwiatkowski \| Etixx-Quick Step \| + 29s \| \| \| 6. \| Andrew Talansky \| Cannondale-Garmin \| + 37s \| \| \| 7. \| Geraint Thomas \| Team Sky \| + 39s \| \| \| 8. \| Ion Izagirre \| Movistar Team \| + 50s \| \| \| 9. \| Tim Wellens \| Lotto-Soudal \| + 54s \| \| \| 10. \| Gorka Izagirre \| Movistar Team \| + 55s \| \| |                    |                   |        |
| |                    |                   |        |
| |                    |                   |        |
| Classificação por etapas |                    |                   |        |
| Ciclista | Ciclista           | Equipe            | Tempo  |
| 1. | Richie Porte       | Team Sky          | 20m23s |
| 2. | Simon Špilak       | Katusha           | + 13s  |
| 3. | Rui Costa          | Lampre-Merida     | + 24s  |
| 4. | Tony Martin        | Etixx-Quick Step  | + 29s  |
| 5. | Michał Kwiatkowski | Etixx-Quick Step  | + 29s  |
| 6. | Andrew Talansky    | Cannondale-Garmin | + 37s  |
| 7. | Geraint Thomas     | Team Sky          | + 39s  |
| 8. | Ion Izagirre       | Movistar Team     | + 50s  |
| 9. | Tim Wellens        | Lotto-Soudal      | + 54s  |
| 10. | Gorka Izagirre     | Movistar Team     | + 55s  |

## Classificações finais

### Classificação geral
| \| Classificação geral \| Classificação geral \| Classificação geral \| Classificação geral \| Classificação geral \| \| Ciclista \| Ciclista \| Equipe \| Tempo \| \| \| ------------------- \| ------------------- \| ------------------- \| ------------------- \| ------------------- \| \| 1. \| Richie Porte \| Team Sky \| 29h10m41s \| \| \| 2. \| Michał Kwiatkowski \| Etixx-Quick Step \| + 30s \| \| \| 3. \| Simon Špilak \| Katusha \| + 30s \| \| \| 4. \| Rui Costa \| Lampre-Merida \| + 30s \| \| \| 5. \| Geraint Thomas \| Team Sky \| + 41s \| \| \| 6. \| Tony Gallopin \| Lotto-Soudal \| + 1m03s \| \| \| 7. \| Jakob Fuglsang \| Astana \| + 1m05s \| \| \| 8. \| Rafa Valls \| Lampre-Merida \| + 1m24s \| \| \| 9. \| Gorka Izagirre \| Movistar Team \| + 1m38s \| \| \| 10. \| Tim Wellens \| Lotto-Soudal \| + 2m18s \| \| |                    |                  |           |
| |                    |                  |           |
| Fonte: ProCyclingStats |                    |                  |           |
| Classificação geral |                    |                  |           |
| Ciclista | Ciclista           | Equipe           | Tempo     |
| 1. | Richie Porte       | Team Sky         | 29h10m41s |
| 2. | Michał Kwiatkowski | Etixx-Quick Step | + 30s     |
| 3. | Simon Špilak       | Katusha          | + 30s     |
| 4. | Rui Costa          | Lampre-Merida    | + 30s     |
| 5. | Geraint Thomas     | Team Sky         | + 41s     |
| 6. | Tony Gallopin      | Lotto-Soudal     | + 1m03s   |
| 7. | Jakob Fuglsang     | Astana           | + 1m05s   |
| 8. | Rafa Valls         | Lampre-Merida    | + 1m24s   |
| 9. | Gorka Izagirre     | Movistar Team    | + 1m38s   |
| 10. | Tim Wellens        | Lotto-Soudal     | + 2m18s   |

### Classificação por pontos
| Classificação por pontos | Classificação por pontos | Classificação por pontos | Classificação por pontos | Classificação por pontos |
| Ciclista                 | Ciclista                 | Equipe                   | Pontos                   |                          |
| ------------------------ | ------------------------ | ------------------------ | ------------------------ | ------------------------ |
| 1.                       | Michael Matthews         | Orica-GreenEDGE          | 38 pts                   |                          |
| 2.                       | Alexander Kristoff       | Katusha                  | 32 pts                   |                          |
| 3.                       | Richie Porte             | Team Sky                 | 30 pts                   |                          |
| 4.                       | Michał Kwiatkowski       | Etixx-Quick Step         | 30 pts                   |                          |
| 5.                       | Simon Špilak             | Katusha                  | 25 pts                   |                          |
| 6.                       | Rui Costa                | Lampre-Merida            | 25 pts                   |                          |
| 7.                       | José Joaquín Rojas       | Movistar Team            | 23 pts                   |                          |
| 8.                       | Tony Gallopin            | Lotto-Soudal             | 22 pts                   |                          |
| 9.                       | Geraint Thomas           | Team Sky                 | 18 pts                   |                          |
| 10.                      | John Degenkolb           | Giant-Alpecin            | 18 pts                   |                          |

### Classificação da montanha
| Classificação da montanha | Classificação da montanha | Classificação da montanha | Classificação da montanha | Classificação da montanha |
| Ciclista                  | Ciclista                  | Equipe                    | Pontos                    |                           |
| ------------------------- | ------------------------- | ------------------------- | ------------------------- | ------------------------- |
| 1.                        | Thomas De Gendt           | Lotto-Soudal              | 78 pts                    |                           |
| 2.                        | Richie Porte              | Team Sky                  | 26 pts                    |                           |
| 3.                        | Philippe Gilbert          | BMC Racing Team           | 21 pts                    |                           |
| 4.                        | Chris Anker Sørensen      | Tinkoff-Saxo              | 21 pts                    |                           |
| 5.                        | Lars Boom                 | Astana                    | 20 pts                    |                           |
| 6.                        | Andrew Talansky           | Cannondale-Garmin         | 16 pts                    |                           |
| 7.                        | Geraint Thomas            | Team Sky                  | 13 pts                    |                           |
| 8.                        | Jakob Fuglsang            | Astana                    | 12 pts                    |                           |
| 9.                        | Dylan van Baarle          | Cannondale-Garmin         | 12 pts                    |                           |
| 10.                       | Tony Gallopin             | Lotto-Soudal              | 11 pts                    |                           |

### Classificação dos jovens
| Classificação dos jovens | Classificação dos jovens | Classificação dos jovens     | Classificação dos jovens | Classificação dos jovens |
| Ciclista                 | Ciclista                 | Equipe                       | Tempo                    |                          |
| ------------------------ | ------------------------ | ---------------------------- | ------------------------ | ------------------------ |
| 1.                       | Michał Kwiatkowski       | Etixx-Quick Step             | 29h11m11s                |                          |
| 2.                       | Tim Wellens              | Lotto-Soudal                 | + 1m48s                  |                          |
| 3.                       | Romain Bardet            | AG2R La Mondiale             | + 3m32s                  |                          |
| 4.                       | Wilco Kelderman          | LottoNL-Jumbo                | + 4m51s                  |                          |
| 5.                       | Bob Jungels              | Trek Factory Racing          | + 13m42s                 |                          |
| 6.                       | Simon Yates              | Orica-GreenEDGE              | + 18m33s                 |                          |
| 7.                       | Serguei Chernetski       | Katusha                      | + 22m54s                 |                          |
| 8.                       | Fabio Aru                | Astana                       | + 24m18s                 |                          |
| 9.                       | Eduardo Sepúlveda        | Bretagne-Séché Environnement | + 24m22s                 |                          |
| 10.                      | Georg Preidler           | Giant-Alpecin                | + 25m16s                 |                          |

### Classificação por equipas
| Classificação por equipes | Classificação por equipes | Classificação por equipes | Classificação por equipes |
| Equipe                    | Equipe                    | Tempo                     |                           |
| ------------------------- | ------------------------- | ------------------------- | ------------------------- |
| 1.                        | Sky                       | 87h41m05s                 |                           |
| 2.                        | Movistar Team             | + 6m35s                   |                           |
| 3.                        | Etixx-Quick Step          | + 8m57s                   |                           |
| 4.                        | AG2R La Mondiale          | + 14m10s                  |                           |
| 5.                        | Lampre-Merida             | + 16m19s                  |                           |
| 6.                        | Astana                    | + 25m30s                  |                           |
| 7.                        | Katusha                   | + 26m07s                  |                           |
| 8.                        | BMC Racing Team           | + 27m04s                  |                           |
| 9.                        | Lotto-Soudal              | + 29m04s                  |                           |
| 10.                       | Lotto NL-Jumbo            | + 33m37s                  |                           |

## Evolução das classificações
| Etapa (Vencedor)                   | Classificação geral | Classificação por pontos | Classificação da montanha | Classificação dos jovens | Classificação por equipas |
| ---------------------------------- | ------------------- | ------------------------ | ------------------------- | ------------------------ | ------------------------- |
| Prólogo (CRI) (Michał Kwiatkowski) | Michał Kwiatkowski  | Michał Kwiatkowski       | não se entregou           | Michał Kwiatkowski       | BMC Racing                |
| 1.ª etapa (Alexander Kristoff)     | Michał Kwiatkowski  | Michał Kwiatkowski       | Jonathan Hivert           | Michał Kwiatkowski       | BMC Racing                |
| 2.ª etapa (André Greipel)          | Michał Kwiatkowski  | Alexander Kristoff       | Jonathan Hivert           | Michał Kwiatkowski       | BMC Racing                |
| 3.ª etapa (Michael Matthews)       | Michael Matthews    | Michael Matthews         | Philippe Gilbert          | Michael Matthews         | BMC Racing                |
| 4.ª etapa (Richie Porte)           | Michał Kwiatkowski  | Michael Matthews         | Thomas de Gendt           | Michał Kwiatkowski       | Astana                    |
| 5.ª etapa (Davide Cimolai)         | Michał Kwiatkowski  | Michael Matthews         | Thomas de Gendt           | Michał Kwiatkowski       | Astana                    |
| 6.ª etapa (Tony Gallopin)          | Tony Gallopin       | Michael Matthews         | Thomas de Gendt           | Michał Kwiatkowski       | Sky                       |
| 7.ª etapa (CRI) (Richie Porte)     | Richie Porte        | Michael Matthews         | Thomas de Gendt           | Michał Kwiatkowski       | Sky                       |
| Final                              | Richie Porte        | Michael Matthews         | Thomas de Gendt           | Michał Kwiatkowski       | Sky                       |

## UCI World Tour
A Paris-Nice outorga pontos para o UCI WorldTour de 2015, somente para corredores de equipas UCI ProTeam. As seguintes tabelas são o barómetro de pontuação e os corredores que obtiveram pontos:
| Posição             | 1.º | 2.º | 3.º | 4.º | 5.º | 6.º | 7.º | 8.º | 9.º | 10.º |
| Classificação geral | 100 | 80  | 70  | 60  | 50  | 40  | 30  | 20  | 10  | 4    |
| Por etapa           | 6   | 4   | 2   | 1   | 1   |     |     |     |     |      |

| Ciclista           | Equipa           | Geral | Etapa | Total |
| ------------------ | ---------------- | ----- | ----- | ----- |
| Richie Porte       | Sky              | 100   | 12    | 112   |
| Michał Kwiatkowski | Etixx-Quick Step | 80    | 9     | 89    |
| Simon Špilak       | Katusha          | 70    | 8     | 78    |
| Rui Costa          | Lampre-Merida    | 60    | 4     | 64    |
| Geraint Thomas     | Sky              | 50    | 4     | 54    |
| Tony Gallopin      | Lotto-Soudal     | 40    | 6     | 46    |
| Jakob Fuglsang     | Astana           | 30    | 2     | 32    |
| Rafael Valls       | Lampre-Merida    | 20    | 1     | 21    |
| Gorka Izagirre     | Movistar         | 10    | -     | 10    |
| Davide Cimolai     | Lampre-Merida    | -     | 10    | 10    |

| Resto dos ciclistas | Resto dos ciclistas        | Resto dos ciclistas | Resto dos ciclistas | Resto dos ciclistas |
| Ciclista            | Equipa                     | Geral               | Etapa               | Total               |
| ------------------- | -------------------------- | ------------------- | ------------------- | ------------------- |
| Michael Matthews    | Orica GreenEDGE            | -                   | 9                   | 9                   |
| Alexander Kristoff  | Astana                     | -                   | 7                   | 7                   |
| André Greipel       | Lotto-Soudal               | -                   | 6                   | 6                   |
| Tim Wellens         | Lotto-Soudal               | 4                   | -                   | 4                   |
| Rohan Dennis        | BMC Racing                 | -                   | 4                   | 4                   |
| Arnaud Démare       | FDJ                        | -                   | 4                   | 4                   |
| Giacomo Nizzolo     | Trek Factory               | -                   | 3                   | 3                   |
| José Joaquín Rojas  | Movistar                   | -                   | 3                   | 3                   |
| Tony Martin         | Etixx-Quick Step           | -                   | 3                   | 3                   |
| Bryan Coquard       | Europcar                   | -                   | 2                   | 2                   |
| John Degenkolb      | Giant-Alpecin              | -                   | 2                   | 2                   |
| Luis León Sánchez   | Astana                     | -                   | 1                   | 1                   |
| Lars Boom           | Astana                     | -                   | 1                   | 1                   |
| Heinrich Haussler   | IAM                        | -                   | 1                   | 1                   |
| Tejay van Garderen  | BMC Racing                 | -                   | 1                   | 1                   |
| Nacer Bouhanni      | Cofidis, Solutions Crédits | -                   | 1                   | 1                   |

## Lista dos participantes
- Lista de saída completa

| Legenda                       | Legenda | Legenda                                 | Legenda                                                                                 |
| ----------------------------- | --- | --------------------------------------- | --------------------------------------------------------------------------------------- |
| Num                           | Jersey de saída vestida pelo corredor neste                                                                      | Pos                                     | Posição final na classificação geral                                                    |
| Leader da classificação geral | Indica o vencedor da classificação geral                                                                         |                                         | Indica o vencedor da classificação por pontos                                           |
|                               | Indica o vencedor da classificação da montanha                                                                   | Leader da classificação do melhor jovem | Indica o vencedor da classificação do melhor jovem                                      |
|                               | Indica uma camisola de campeão nacional ou mundial, indica a sua especialidade                                   | #                                       | Indica a melhor equipa                                                                  |
| NP                            | Indica um corredor que não tomou a saída de uma etapa, indica o número da etapa onde se retirou                  | AB                                      | Indica um corredor que não terminou uma etapa, indica o número da etapa onde se retirou |
| HD                            | Indica um corredor que terminou uma etapa fora de tempo, indica o número de etapa                                | DSQ                                     | Indica um corredor que foi desqualificado da corrida, indica o número da etapa          |
| *                             | Indica um corredor válido para a classificação do melhor jovem (corredores nascidos depois de 1 de janeiro 1990) |                                         |                                                                                         |

| AG2R La Mondiale ALM                                  | AG2R La Mondiale ALM         | AG2R La Mondiale ALM |
| ----------------------------------------------------- | ---------------------------- | -------------------- |
| Num                                                   | Corredor                     | Pos                  |
| 1                                                     | Jean-Christophe Péraud (FRA) | AB-6                 |
| 2                                                     | Jan Bakelants (BEL)          | 17.º                 |
| 3                                                     | Romain Bardet (FRA)*         | 14.º                 |
| 4                                                     | Mikaël Cherel (FRA)          | 32.º                 |
| 5                                                     | Samuel Dumoulin (FRA)        | AB-6                 |
| 6                                                     | Ben Gastauer (LUX)           | 59.º                 |
| 7                                                     | Sébastien Minard (FRA)       | AB-3                 |
| 8                                                     | Johan Vansummeren (BEL)      | 85.º                 |
| Diretores desportivos : Vincent Lavenu, Julien Jurdie |                              |                      |

| Lampre-Merida LAM                                           | Lampre-Merida LAM                  | Lampre-Merida LAM |
| ----------------------------------------------------------- | ---------------------------------- | ----------------- |
| Num                                                         | Corredor                           | Pos               |
| 11                                                          | Rui Costa (POR)                    | 4.º               |
| 12                                                          | Niccolò Bonifazio (ITA)*           | 64.º              |
| 13                                                          | Matteo Bono (ITA)                  | 75.º              |
| 14                                                          | Davide Cimolai (ITA)               | AB-6              |
| 15                                                          | Mário Costa (POR)                  | AB-6              |
| 16                                                          | Nélson Oliveira (POR) (Expida/Clm) | 55.º              |
| 17                                                          | Rubén Plaza (ESP)                  | NP-6              |
| 18                                                          | Rafael Valls (ESP)                 | 8.º               |
| Diretores desportivos : Philippe Mauduit, Simone Pedrazzini |                                    |                   |

| FDJ                                                    | FDJ                            | FDJ  |
| ------------------------------------------------------ | ------------------------------ | ---- |
| Num                                                    | Corredor                       | Pos  |
| 21                                                     | Arnaud Démare (FRA)* (Estrada) | NP-6 |
| 22                                                     | William Bonnet (FRA)           | AB-6 |
| 23                                                     | Sébastien Chavanel (FRA)       | AB-6 |
| 24                                                     | Mickaël Delage (FRA)           | 91.º |
| 25                                                     | Arnold Jeannesson (FRA)        | AB-6 |
| 26                                                     | Laurent Pichon (FRA)           | 61.º |
| 27                                                     | Anthony Roux (FRA)             | 82.º |
| 28                                                     | Arthur Vichot (FRA)            | 12.º |
| Diretores desportivos : Thierry Bricaud, Franck Pineau |                                |      |

| Movistar MOV                                                | Movistar MOV                   | Movistar MOV |
| ----------------------------------------------------------- | ------------------------------ | ------------ |
| Num                                                         | Corredor                       | Pos          |
| 31                                                          | Gorka Izagirre (ESP)           | 9.º          |
| 32                                                          | Eros Capecchi (ITA)            | 49.º         |
| 33                                                          | Imanol Erviti (ESP)            | 33.º         |
| 34                                                          | Rubén Fernández Andújar (ESP)* | AB-6         |
| 35                                                          | Beñat Intxausti (ESP)          | AB-4         |
| 36                                                          | Ion Izagirre (ESP) (Estrada)   | 26.º         |
| 37                                                          | Dayer Quintana (COL)*          | 54.º         |
| 38                                                          | José Joaquín Rojas (ESP)       | 70.º         |
| Diretores desportivos : José Luis Arrieta, José Luis Laguía |                                |              |

| Astana Pro Team AST                                          | Astana Pro Team AST     | Astana Pro Team AST |
| ------------------------------------------------------------ | ----------------------- | ------------------- |
| Num                                                          | Corredor                | Pos                 |
| 41                                                           | Fabio Aru (ITA)*        | 39.º                |
| 42                                                           | Lars Boom (NED)         | 30.º                |
| 43                                                           | Borut Božič (SLO)       | 88.º                |
| 44                                                           | Laurens De Vreese (BEL) | 78.º                |
| 45                                                           | Jakob Fuglsang (DEN)    | 7.º                 |
| 46                                                           | Luis León Sánchez (ESP) | AB-6                |
| 47                                                           | Rein Taaramäe (É)       | 52.º                |
| 48                                                           | Paolo Tiralongo (ITA)   | 44.º                |
| Diretores desportivos : Dmitriy Fofonov, Giuseppe Martinelli |                         |                     |

| BMC Racing BMC                                             | BMC Racing BMC           | BMC Racing BMC |
| ---------------------------------------------------------- | ------------------------ | -------------- |
| Num                                                        | Corredor                 | Pos            |
| 51                                                         | Tejay van Garderen (USA) | 16.º           |
| 52                                                         | Rohan Dennis (AUS)*      | AB-6           |
| 53                                                         | Silvan Dillier (SUI)*    | 48.º           |
| 54                                                         | Philippe Gilbert (BEL)   | 24.º           |
| 55                                                         | Ben Hermans (BEL)        | 60.º           |
| 56                                                         | Amaël Moinard (FRA)      | AB-6           |
| 57                                                         | Michael Schär (SUI)      | NP-6           |
| 58                                                         | Peter Velits (SVK) (Clm) | AB-6           |
| Diretores desportivos : Yvon Ledanois, Maximilian Sciandri |                          |                |

| Team Sky SKY                                            | Team Sky SKY                | Team Sky SKY |
| ------------------------------------------------------- | --------------------------- | ------------ |
| Num                                                     | Corredor                    | Pos          |
| 61                                                      | Bradley Wiggins (GBR) (Clm) | NP-7         |
| 62                                                      | Christian Knees (GER)       | 81.º         |
| 63                                                      | Lars Petter Nordhaug (NOR)  | 63.º         |
| 64                                                      | Richie Porte (AUS) (Clm)    | 1.º          |
| 65                                                      | Nicolas Roche (IRL)         | 28.º         |
| 66                                                      | Luke Rowe (GBR)*            | 100.º        |
| 67                                                      | Ben Swift (GBR)             | 31.º         |
| 68                                                      | Geraint Thomas (GBR)        | 5.º          |
| Diretores desportivos : Nicolas Portal, Rod Ellingworth |                             |              |

| Giant-Alpecin TGA                                               | Giant-Alpecin TGA         | Giant-Alpecin TGA |
| --------------------------------------------------------------- | ------------------------- | ----------------- |
| Num                                                             | Corredor                  | Pos               |
| 71                                                              | John Degenkolb (GER)      | 74.º              |
| 72                                                              | Warren Barguil (FRA)*     | AB-6              |
| 73                                                              | Roy Curvers (NED)         | 89.º              |
| 74                                                              | Koen de Kort (NED)        | AB-6              |
| 75                                                              | Tom Dumoulin (NED)* (Clm) | AB-6              |
| 76                                                              | Georg Preidler (AUT)*     | 41.º              |
| 77                                                              | Ramon Sinkeldam (NED)     | NP-5              |
| 78                                                              | Zico Waeytens (BEL)*      | AB-6              |
| Diretores desportivos : Christian Guiberteau, Adriaan Helmantel |                           |                   |

| Europcar EUC                                             | Europcar EUC            | Europcar EUC |
| -------------------------------------------------------- | ----------------------- | ------------ |
| Num                                                      | Corredor                | Pos          |
| 81                                                       | Thomas Voeckler (FRA)   | 79.º         |
| 82                                                       | Bryan Coquard (FRA)*    | AB-6         |
| 83                                                       | Antoine Duchesne (CAN)* | 98.º         |
| 84                                                       | Cyril Gautier (FRA)     | 22.º         |
| 85                                                       | Yohann Gene (FRA)       | AB-6         |
| 86                                                       | Bryan Nauleau (FRA)     | AB-6         |
| 87                                                       | Romain Sicard (FRA)     | 47.º         |
| 88                                                       | Angélo Tulik (FRA)*     | AB-6         |
| Diretores desportivos : Andy Flickinger, Lylian Lebreton |                         |              |

| Orica-GreenEDGE OGE                                       | Orica-GreenEDGE OGE     | Orica-GreenEDGE OGE |
| --------------------------------------------------------- | ----------------------- | ------------------- |
| Num                                                       | Corredor                | Pos                 |
| 91                                                        | Michael Matthews (AUS)* | 51.º                |
| 92                                                        | Michael Albasini (SUI)  | 97.º                |
| 93                                                        | Simon Clarke (AUS)      | 45.º                |
| 94                                                        | Mitchell Docker (AUS)   | AB-6                |
| 95                                                        | Daryl Impey (RSA) (Clm) | 80.º                |
| 96                                                        | Jens Keukeleire (BEL)   | AB-6                |
| 97                                                        | Christian Meier (CAN)   | 96.º                |
| 98                                                        | Simon Yates (GBR)*      | 29.º                |
| Diretores desportivos : Laurenzo Lapage, David McPartland |                         |                     |

| IAM                                                   | IAM                          | IAM  |
| ----------------------------------------------------- | ---------------------------- | ---- |
| Num                                                   | Corredor                     | Pos  |
| 101                                                   | Sylvain Chavanel (FRA) (Clm) | 11.º |
| 102                                                   | Dries Devenyns (BEL)         | NP-6 |
| 103                                                   | Mathias Frank (SUI)          | 34.º |
| 104                                                   | Heinrich Haussler (Estrada)  | AB-6 |
| 105                                                   | Jérôme Pineau (FRA)          | 57.º |
| 106                                                   | Vicente Reynés (ESP)         | 66.º |
| 107                                                   | David Tanner (NED)           | AB-6 |
| 108                                                   | Jonas Van Genechten (BEL)    | AB-6 |
| Diretores desportivos : Eddy Seigneur, Rik Verbrugghe |                              |      |

| Lotto NL-Jumbo TLJ                               | Lotto NL-Jumbo TLJ       | Lotto NL-Jumbo TLJ |
| ------------------------------------------------ | ------------------------ | ------------------ |
| Num                                              | Corredor                 | Pos                |
| 111                                              | Wilco Kelderman (NED)*   | 15.º               |
| 112                                              | George Bennett (NZL)*    | 58.º               |
| 113                                              | Moreno Hofland (NED)*    | NP-6               |
| 114                                              | Steven Kruijswijk (NED)  | 21.º               |
| 115                                              | Bram Tankink (NED)       | 53.º               |
| 116                                              | Maarten Tjallingii (NED) | 104.º              |
| 117                                              | Jos van Emden (NED)      | 73.º               |
| 118                                              | Maarten Wynants (BEL)    | NP-6               |
| Diretores desportivos : Jan Boven, Merijn Zeeman |                          |                    |

| Lotto-Soudal LTS                                    | Lotto-Soudal LTS                                          | Lotto-Soudal LTS |
| --------------------------------------------------- | --------------------------------------------------------- | ---------------- |
| Num                                                 | Corredor                                                  | Pos              |
| 121                                                 | Tony Gallopin (FRA)                                       | 6.º              |
| 122                                                 | Lars Bak (DEN)                                            | 71.º             |
| 123                                                 | Thomas De Gendt (BEL) [[Imagem:\|20px\|class=noviewer\|]] | 69.º             |
| 124                                                 | André Greipel (GER) (Estrada)                             | AB-6             |
| 125                                                 | Adam Hansen (AUS)                                         | NP-5             |
| 126                                                 | Gregory Henderson (NZL)                                   | 92.º             |
| 127                                                 | Marcel Sieberg (GER)                                      | AB-6             |
| 128                                                 | Tim Wellens (BEL)*                                        | 10.º             |
| Diretores desportivos : Herman Frison, Marc Wauters |                                                           |                  |

| Cofidis COF                                           | Cofidis COF             | Cofidis COF |
| ----------------------------------------------------- | ----------------------- | ----------- |
| Num                                                   | Corredor                | Pos         |
| 131                                                   | Nacer Bouhanni (FRA)*   | AB-6        |
| 132                                                   | Jonas Ahlstrand (SWE)*  | AB-6        |
| 133                                                   | Nicolas Edet (FRA)      | 13.º        |
| 134                                                   | Cyril Lemoine (FRA)     | 99.º        |
| 135                                                   | Luis Ángel Matei (ESP)  | 19.º        |
| 136                                                   | Dominique Rollin (CAN)  | 102.º       |
| 137                                                   | Florian Sénéchal (FRA)* | 94.º        |
| 138                                                   | Geoffrey Sopa (FRA)     | NP-1        |
| Diretores desportivos : Didier Rous, Jean-Luc Jonrond |                         |             |

| Tinkoff-Saxo TCS                                    | Tinkoff-Saxo TCS                 | Tinkoff-Saxo TCS |
| --------------------------------------------------- | -------------------------------- | ---------------- |
| Num                                                 | Corredor                         | Pos              |
| 141                                                 | Rafał Majka (POL)                | 68.º             |
| 142                                                 | Matti Breschel (DEN)             | AB-6             |
| 143                                                 | Robert Kišerlovski (Croácia CRO) | 20.º             |
| 144                                                 | Michael Mørkøv (DEN)             | 103.º            |
| 145                                                 | Sérgio Paulinho (POR)            | 76.º             |
| 146                                                 | Paweł Poljańesqui (POL)*         | 77.º             |
| 147                                                 | Chris Anker Sørensen (DEN)       | 72.º             |
| 148                                                 | Michael Valgren (DEN)* (Estrada) | 42.º             |
| Diretores desportivos : Sean Yates, Lars Michaelsen |                                  |                  |

| Etixx-Quick Step EQS                                     | Etixx-Quick Step EQS                      | Etixx-Quick Step EQS |
| -------------------------------------------------------- | ----------------------------------------- | -------------------- |
| Num                                                      | Corredor                                  | Pos                  |
| 151                                                      | Michał Kwiatkowski (POL)* (Estrada) (Clm) | 2.º                  |
| 152                                                      | Julian Alaphilippe (FRA)*                 | 43.º                 |
| 153                                                      | Tom Boonen (BEL)                          | AB-1                 |
| 154                                                      | Maxime Bouet (FRA)                        | 18.º                 |
| 155                                                      | Michał Gołtemś (POL)                      | 25.º                 |
| 156                                                      | Nikolas Maes (BEL)                        | AB-6                 |
| 157                                                      | Tony Martin (GER) (Clm)                   | 38.º                 |
| 158                                                      | Stijn Vandenbergh (BEL)                   | 105.º                |
| Diretores desportivos : Wilfried Peeters, Jan Schaffrath |                                           |                      |

| Katusha KAT                                                | Katusha KAT                  | Katusha KAT |
| ---------------------------------------------------------- | ---------------------------- | ----------- |
| Num                                                        | Corredor                     | Pos         |
| 161                                                        | Alexander Kristoff (NOR)     | 84.º        |
| 162                                                        | Sergey Chernetskiy (RUS)*    | 37.º        |
| 163                                                        | Jacopo Guarnieri (ITA)       | AB-6        |
| 164                                                        | Viatcheslav Kouznetsov (RUS) | AB-6        |
| 165                                                        | Tiago Machado (POR)          | AB-6        |
| 166                                                        | Egor Silin (RUS)             | AB-6        |
| 167                                                        | Simon Špilak (SLO)           | 3.º         |
| 168                                                        | Yury Trofimov (RUS)          | 27.º        |
| Diretores desportivos : Dimitri Konyshev, Xavier Florencio |                              |             |

| Trek Factory Racing TFR                               | Trek Factory Racing TFR        | Trek Factory Racing TFR |
| ----------------------------------------------------- | ------------------------------ | ----------------------- |
| Num                                                   | Corredor                       | Pos                     |
| 171                                                   | Bob Jungels (LUX)*             | 23.º                    |
| 172                                                   | Eugenio Alafaci (ITA)*         | 101.º                   |
| 173                                                   | Marco Coledan (ITA)            | AB-6                    |
| 174                                                   | Giacomo Nizzolo (ITA)          | 95.º                    |
| 175                                                   | Grégory Rast (SUI)             | 93.º                    |
| 176                                                   | Gert Steegmans (BEL)           | AB-6                    |
| 177                                                   | Kristof Vandewalle (BEL) (Clm) | AB-6                    |
| 178                                                   | Riccardo Zoidl (AUT) (Estrada) | 46.º                    |
| Diretores desportivos : Kim Andersen, Josu Larrazabal |                                |                         |

| Cannondale-Garmin TCG                                   | Cannondale-Garmin TCG               | Cannondale-Garmin TCG |
| ------------------------------------------------------- | ----------------------------------- | --------------------- |
| Num                                                     | Corredor                            | Pos                   |
| 181                                                     | Andrew Talansky (USA)               | 50.º                  |
| 182                                                     | Jack Bauer (NZL)                    | 56.º                  |
| 183                                                     | Alex Howes (USA)                    | AB-6                  |
| 184                                                     | Benjamin King (USA)                 | 90.º                  |
| 185                                                     | Ted King (USA)                      | AB-6                  |
| 186                                                     | Sebastian Langeveld (NED) (Estrada) | 83.º                  |
| 187                                                     | Tom-Jelte Slagter (NED)             | 36.º                  |
| 188                                                     | Dylan van Baarle (NED)*             | 67.º                  |
| Diretores desportivos : Andreas Klier, Charles Wegelius |                                     |                       |

| Bretagne-Séché Environnement BSE                      | Bretagne-Séché Environnement BSE   | Bretagne-Séché Environnement BSE |
| ----------------------------------------------------- | ---------------------------------- | -------------------------------- |
| Num                                                   | Corredor                           | Pos                              |
| 191                                                   | Eduardo Sepúlveda (ARG)*           | 40.º                             |
| 192                                                   | Anthony Delaplace (FRA)            | 65.º                             |
| 193                                                   | Pierrick Fédrigo (FRA)             | 35.º                             |
| 194                                                   | Arnaud Gérard (FRA)                | 87.º                             |
| 195                                                   | Jonathan Hivert (FRA)              | 62.º                             |
| 196                                                   | Yauheni Hutarovich (BLR) (Estrada) | AB-6                             |
| 197                                                   | Daniel McLay (GBR)*                | AB-6                             |
| 198                                                   | Florian Vachon (FRA)               | 86.º                             |
| Diretores desportivos : Emmanuel Hubert, Roger Tréhin |                                    |                                  |